# Bussy-Chardonney
Bussy-Chardonney (toponimo francese) è un comune svizzero di 370 abitanti del Canton Vaud, nel distretto di Morges.

## Storia
Il comune di Bussy-Chardonney era stato soppresso nel 1819 con la sua divisione nei nuovi comuni di Bussy-sur-Morges e Chardonney-sur-Morges ed è stato ricostituito nel 1961 con la fusione dei medesimi comuni soppressi.

## Società

### Evoluzione demografica
L'evoluzione demografica è riportata nella seguente tabella:
Abitanti censiti

## Infrastrutture e trasporti

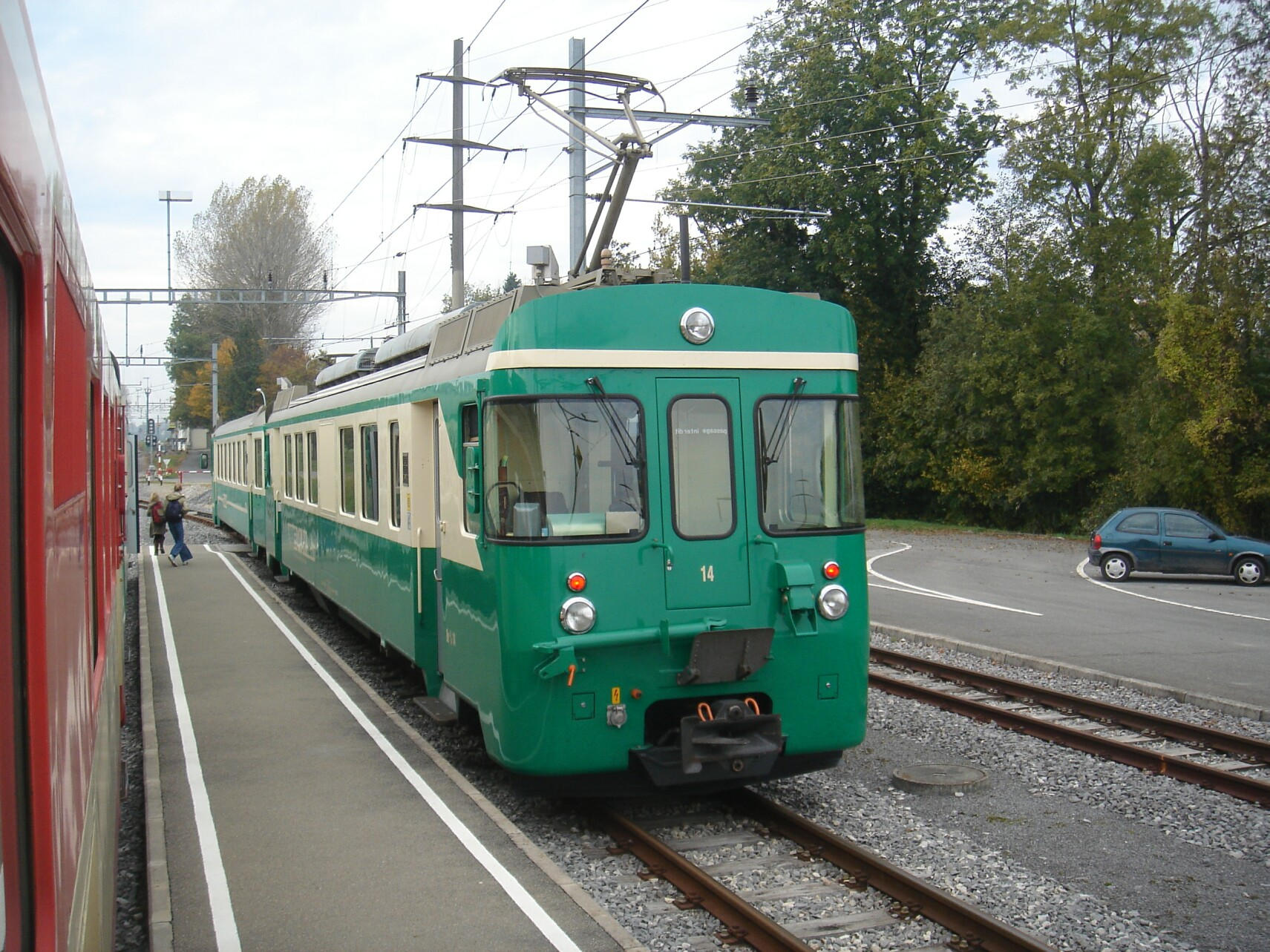
La stazione di Bussy-Chardonney

Bussy-Chardonney è servito dalle stazioni di Bussy-Chardonney e di Chardonney-Château sulla ferrovia Bière-Apples-Morges.